# Бородыновка
Бороды́новка — посёлок в Минераловодском городском округе Ставропольского края России.

## Этимология
Населённый пункт назван в честь активного участника гражданской войны на Ставрополье, председателя Минераловодского революционного комитета Георгия Степановича Бородыни (1887—1970), выделившего 600 десятин земли беженцам из Закавказья во вновь строящемся посёлке в районе станции Змейка.
Варианты названия: Бородиновка, Бородынка, Бородинка.

## География
Расстояние до краевого центра: 135 км. Расстояние до административного центра округа: 6 км.

## История
Основан в 1923 году как хутор Бородинка. В административном отношении входил в состав сельсовета при городе Минеральные Воды Минераловодского района Терского округа. По данным Всесоюзной переписи населения 1926 года состоял из 42 дворов; общее число жителей составляло 195 человек (92 мужчины и 103 женщины); преобладающая национальность — малороссы.
До 2015 года входил в упразднённый Ленинский сельсовет. 
В июне 2016 года был подтоплен из-за ливней.

## Население
| 1926 | 1989  | 2002  | 2010  | 2014  | 2021  |
| ---- | ----- | ----- | ----- | ----- | ----- |
| 195  | ↗2175 | ↗2518 | ↗2547 | ↘2500 | ↗2730 |

По данным переписи 2002 года, 88 % населения — русские.

## Инфраструктура
- В 1960 году провели водопровод.
- В 1971 году по поселку прошёл центральный канализационный коллектор, к которому подключились жители домовладений.
- 15 ноября 1996 года — газификация посёлка.

## Образование
- Основная общеобразовательная школа № 25[13].

## Памятники археологии
Согласно Постановлению главы администрации Ставропольского края от 1 ноября 1995 года № 600 «О дополнении списка памятников истории и культуры Ставропольского края, подлежащих государственной охране как памятников местного и республиканского значения, учреждённого решением крайисполкома от 01.10.1981 № 702»:
| Название                                    | Временной период           | Место положение                                                    |
| ------------------------------------------- | -------------------------- | ------------------------------------------------------------------ |
| 748. Курганная группа «Бородыновка — 1»     | III — I тыс. до н. э.      | посёлок Бородыновка, на юго-восточной окраине и возле неё.         |
| 749. Курганная группа «Бородыновка — 2»     | ?                          | 700 — 900 м южнее посёлок Бородыновка, долина реки Джемухи.        |
| 750. Курганная группа «Бородыновка — 3»     | III — I тыс. до н. э.      | 1,2 — 2 км юго-западнее пос. Бородыновка, долина р. Джемухи        |
| 751. Курганная группа «Бородыновка — 4»     | ?                          | Пос. Бородыновка, у железной дороги и на северо-восточной окраине. |
| 752. Курганная группа «Бородыновка — 5»     | ?                          | 1 км восточнее пос. Бородыновка, правый берег р. Джемухи, в пойме. |
| 753. Курганная группа «Бородыновка — 6»     | ?                          | 4 км восточнее пос. Бородыновка, северо-западный склон плато.      |
| 754. Кладбище с надгробиями «Бородыновское» | XVII — нач. XIX в.         | Пос. Бородыновка, юго-восточная окраина.                           |
| 755. Курганная группа «Восточная Балка»     | III — I тыс. до н. э.      | 5 — 6 км восточнее пос. Бородыновка.                               |
| 756. Курганная группа «Бородыновка — 7»     | III — I тыс. до н. э.      | 4,5 км восточнее пос. Бородыновка, край плато                      |
| 757. Курганная группа «Бородыновка — 8»     | ?                          | 3 — 3,5 км юго-восточнее пос. Бородыновка.                         |
| 758. Курганная группа «Бородыновка — 9»     | ?                          | 5 км северо-восточнее пос. Бородыновка, край плато.                |
| 759. Остатки аула «Бельмурзин»              | XVII — нач XIX в.          | Северо-западная часть пос. Бородыновка.                            |
| 760. Поселение «Змейское-2»                 | IV — нач III тыс. до н. э. | 2 км северо-западнее пос. Бородыновка, южные отроги г. Змейка.     |